# SOR ICN 10.5
SOR ICN 10.5 — туристический автобус, выпускаемый чешской компанией SOR Libchavy с 2022 года.

## Эксплуатация
Первые 144 автобуса SOR ICN 10.5 в четырёх различных вариантах поступили в компанию BusLine, которая заключила контракт с компанией SOR в январе 2022 года. На тот момент эксплуатировалось 10 автобусов SOR ICN 12 и несколько автобусов MAN Lion’s Classic.

## Конструкция
Передняя ось автобуса ZF, задняя ось автобуса DAN. Компоновка автобуса заднемоторная, заднеприводная. Кузов сделан из металла, салон выполнен в пластиковой оправе.